# Ambarella
De ambarella (Spondias dulcis, synoniem: Spondias cytherea), kedondong, pomme de cythère (pommesitair) of Tahiti-appel is een plant uit de pruikenboomfamilie (Anacardiaceae). De vrucht staat bekend om zijn stekelige pit.
De ambarella is een tot 25 m hoge boom, die in droge tijden zijn blad verliest. De bladeren zijn oneven geveerd en tot 60 cm lang. Deze bestaan uit negen tot vijfentwintig tot 15 cm lange, lancetvormige blaadjes met een gave of fijngezaagde rand. De tot 35 cm lange, eindstandige pluimen, waarin de kleine, witte bloemen groeien, verschijnen al voordat het blad uitloopt.
De hangende steenvruchten zijn eivormig en 3,5-7 × 5-9 cm groot. De schil is in onrijpe toestand groen, glad tot licht wrattig, mat en ongeveer 2,5 mm dik. Volrijp is de schil goudgeel van kleur. Het vruchtvlees van jonge vruchten is wit tot geelgroen, stevig, sappig en zoetzuur van smaak. Volrijp wordt het vruchtvlees goudgeel, zacht en zoet. De vrucht bevat één grote steenpit. Op de harde dop van de pit zitten vele, meer dan 1 cm lange, gekromde en gedeeltelijk vertakte stekels, die in het vruchtvlees aangrijpen.
Onrijpe vruchten worden in Azië in zoetzure curry's verwerkt. Rijpe vruchten kunnen uit de hand worden gegeten. De bladeren worden ook wel als groente gegeten.
De ambarella komt van nature voor in Melanesië en Polynesië. De plant wordt wereldwijd in de tropen gekweekt. Andere soorten uit hetzelfde geslacht met eetbare vruchten zijn de gele mombinpruim (Spondias mombin) en de rode mombinpruim (Spondias purpurea).
In Nederland kan de ambarella ook op de markt worden aangetroffen, als hele (onrijpe) vrucht en als bestanddeel van zoetzure curry's. De vruchten worden onder meer uit Suriname geïmporteerd, waar deze vrucht bekend is onder de naam Pommisitair.

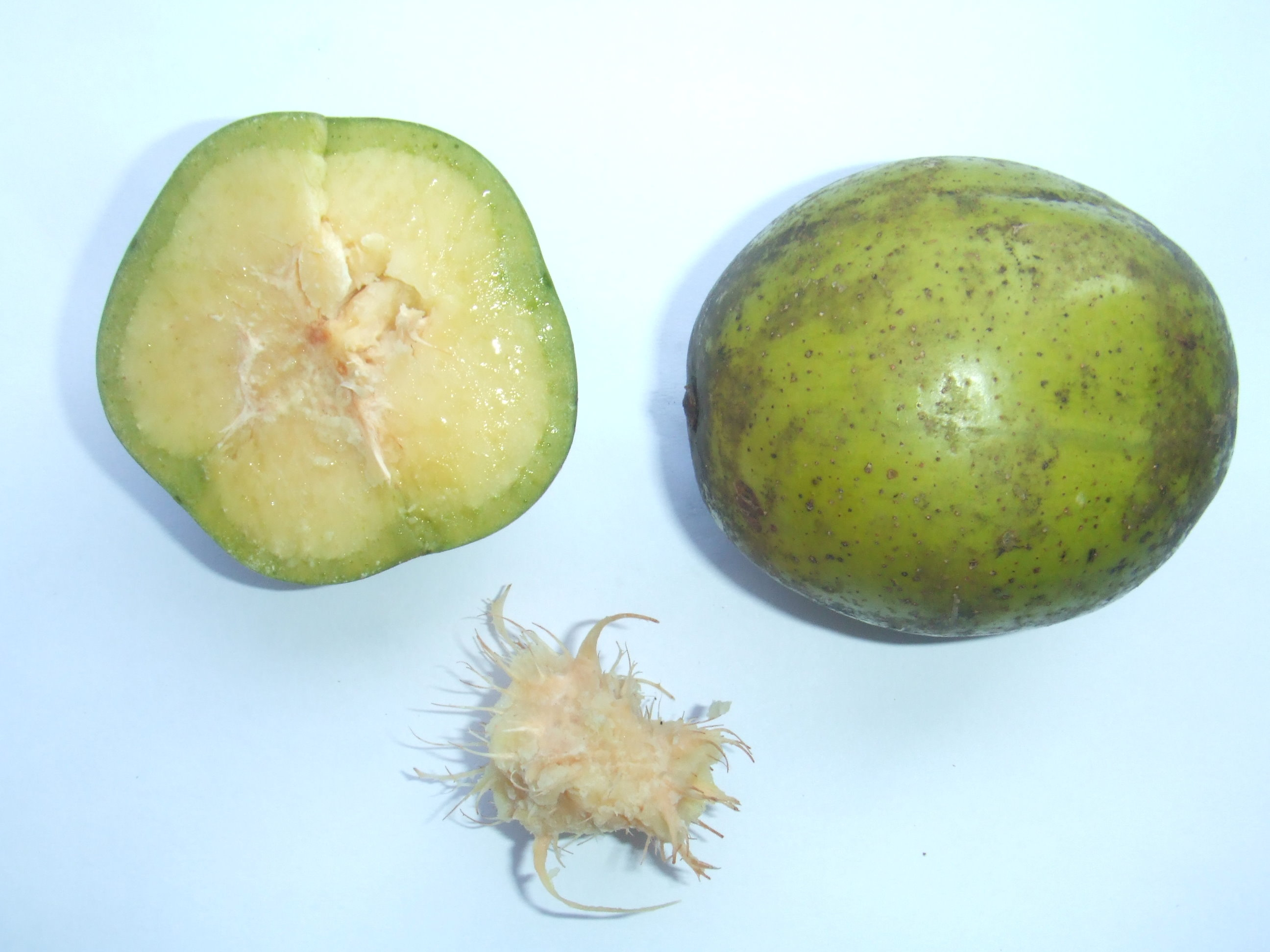
Onrijpe vrucht, doorsnede en stekelige pit

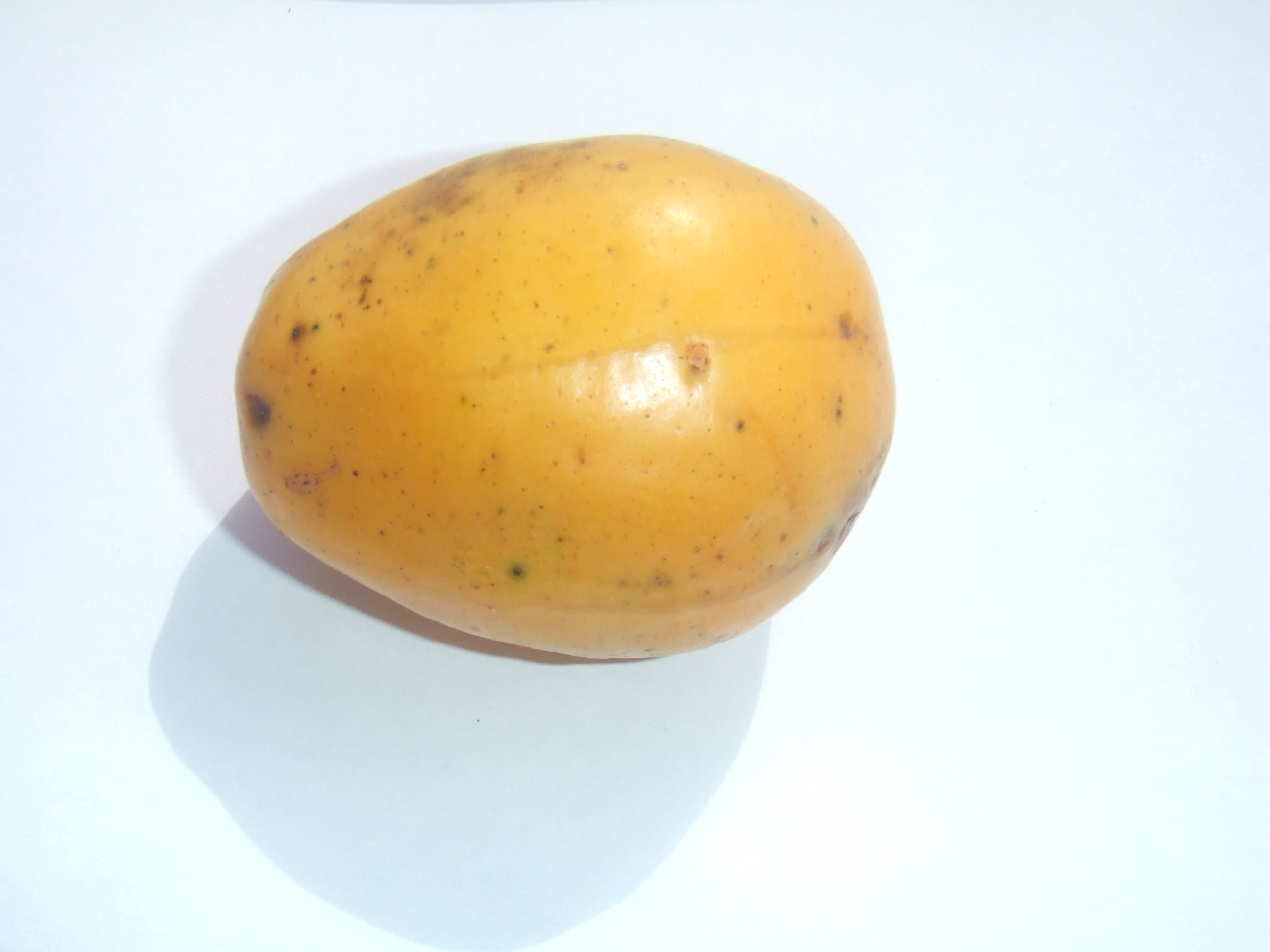
Rijpe vrucht